# Sedella pumila
Sedella pumila är en fetbladsväxtart som först beskrevs av George Bentham, och fick sitt nu gällande namn av Britt. och Rose. Sedella pumila ingår i släktet Sedella och familjen fetbladsväxter. Inga underarter finns listade i Catalogue of Life.